# Keith Levene
Julian Keith Levene (Londres, 18 de julho de 1957 – 11 de novembro de 2022) foi um músico britânico, membro fundador das bandas The Clash e Public Image Ltd (PiL).

## Carreira
Levene foi um dos primeiros fãs do rock progressivo - aos quinze anos ele trabalhou como roadie para Yes em sua turnê Close to the Edge. Em 1976, ele se tornou um membro fundador do The Clash e The Flowers of Romance. Levene foi responsável por ajudar a persuadir Joe Strummer a deixar os 101ers e se juntar ao Clash. Embora ele tenha deixado The Clash antes de começarem a gravar, ele co-escreveu "What's My Name", apresentado em seu primeiro álbum. Levene escreveu a música no clube Black Swan quando os Clash e Sex Pistols se apresentaram lá em julho de 1976; Na mesma noite, Levene sugeriu a John Lydon que considerassem uma possível colaboração futura.
Depois que os Sex Pistols se desintegraram, Levene e Lydon co-fundaram a Public Image Ltd (PiL). Levene foi um dos primeiros guitarristas a usar guitarras metálicas, como o Travis Bean Wedge e Artist, bem como o Veleno, o último do qual foi apelidado de "Leveno" em sua homenagem. Ele estava envolvido na composição, execução e produção dos primeiros álbuns do PiL: First Issue, Metal Box e Flowers of Romance.
Levene deixou o PiL em 1983 por causa de diferenças criativas em relação ao que eventualmente se tornaria o quarto álbum da banda, "This Is What You Want... This Is What You Get". Em 1984, ele lançou as versões originais das canções em sua própria gravadora sob o título Commercial Zone, que foi o título original do trabalho do álbum. Em 1985, mudou-se para Los Angeles, onde formou uma empresa com sua segunda esposa, a jornalista Shelly da Cunha. Em meados de 1986, Levene foi convidado a produzir demos para o álbum The Uplift Mofo Party Plan do Red Hot Chili Peppers no Master Control em Burbank com os engenheiros Steve Catania e Dan Nebenzal. Também em 1986, Levene trabalhou junto com o DJ Matt Dike, experimentando técnicas de amostragem e hip-hop para Ice-T e Tone Loc em suas primeiras gravações para o Delicious. Em 1989, ele lançou seu primeiro lançamento solo, Violent Opposition, no qual os membros do Red Hot Chili Peppers se apresentaram.
Em 2003, Levene contribuiu para o álbum Easy Listening... do supergrupo de rock industrial Pigface. Desde então ele lançou vários álbuns solo, entre os quais o EP Killer in the Crowd em 2004.
Em uma aparição improvisada no Musicport Festival em Bridlington Spa em 24 de outubro de 2010, onde eles se juntaram ao vocalista Nathan Maverick, Levene retornou com o ex-baixista do PiL, Jah Wobble. Em 2011, Levene contribuiu com três faixas do álbum Psychic Life, uma colaboração entre Wobble e Lonelady.
No início de 2012, depois de alguns shows planejados no Japão terem sido cancelados devido a problemas com vistos, Levene e Wobble tocaram em vários locais da Inglaterra, País de Gales e Alemanha como Metal Box em Dub. Isto foi seguido pelo lançamento de um EP de quatro músicas, Yin & Yang.
Na primavera de 2014, Levene foi a Praga para gravar "Commercial Zone 2014", um álbum apoiado por um site de financiamento de campanhas de crowdsourcing no Indiegogo. O álbum do projeto Commercial Zone 2014, ou CZ2014, foi fornecido aos patrocinadores do crowdfunder indiegogo.

## Morte
Levene morreu em 11 de novembro de 2022, aos 65 anos de idade.

## Discografia

### Álbuns de estúdio
- Violent Opposition (Taang!/Emergo/Rykodisc 1989)
- Murder Global Demos (2008)
- Yin and Yang (Cherry Red 2012) (Jah Wobble & Keith Levene)
- Absolute Zero (lançado em 2013, Gonzo Multimedia 2014)
- Commercial Zone 2014 (lançado em 2014)

### Extended plays
- Back Too Black (Iridescence 1987)
- Keith Levene’s Violent Opposition (Fundamental/Taang! 1988)
- Looking for Something (Taang! 1988)
- Murder Global: Killer in the Crowd (lançado em 2002, Underground Inc. 2004)
- EP aka Mississippi  (Pressure Sounds/30 Hertz 2012) (Jah Wobble + Keith Levene)
- Meeting Joe aka The Guardian (lançado em 2015)

### Singles
- If Six Was 9 (Rykodisc 1988)
- Stille Im Meine Hamburg/ Clothesline (Overzealous Editions 1990) (Kendra Smith/Keith Levene & Hillel Slovak)